# فرد: نمایش
فرد: نمایش (به انگلیسی: Fred: The Show) یک مجموعه تلویزیونی آمریکایی، ساخته لوکاس کروکشنک است که از ۱۶ ژانویه تا ۳ اوت ۲۰۱۲ در شبکه نیکلودئون بر روی آنتن رفت.

## بازیگران
- لوکاس کروکشنک در نقش فرد فیگلهورن
- جیک ویری در نقش کوین
- سیوبان فالون هوگان در نقش هیلدا
- دانیلا مونه در نقش برتا
- استفانی کورتنی در نقش مادر کوین